# بخش خرمدشت
بخش خرمدشت یکی از بخش‌های شهرستان تاکستان در استان قزوین ایران است.

## تقسیمات کشوری
- بخش خرمدشت
  - دهستان افشاریه
  - دهستان رامند شمالی

شهرها: خرمدشت

## جمعیت
بنابر سرشماری مرکز آمار ایران، جمعیت بخش خرمدشت شهرستان تاکستان در سال ۱۳۹۵ برابر با ۲۰۶۶۱ نفر بوده است.